# Stavrochóri (ort i Grekland, Epirus)
Stavrochóri är en ort i Grekland.   Den ligger i prefekturen Nomós Prevézis och regionen Epirus, i den västra delen av landet, 300 km nordväst om huvudstaden Aten. Stavrochóri ligger 21 meter över havet och antalet invånare är 274.
Terrängen runt Stavrochóri är varierad.Runt Stavrochóri är det ganska glesbefolkat, med 34 invånare per kvadratkilometer. Närmaste större samhälle är Kanaláki, 4,2 km sydost om Stavrochóri. 